# Exorista capensis
Exorista capensis là một loài ruồi trong họ Tachinidae.